# 芒特維爾 (喬治亞州)
芒特維爾（英語：Mountville）是位於美國喬治亞州特魯普縣的一個非建制地區。該地的面積和人口皆未知。

## 地理
芒特維爾的座標為33°02′21″N 84°52′51″W / 33.03917°N 84.88083°W，而該地的平均海拔高度為279米（即915英尺）。